# Midraš
| Židé a judaismus |
| Židé • Judaismus • Kdo je Žid |
| Ortodoxní • Konzervativní (Masorti) Progresivní (Reformní - Liberální) • Ultraortodoxní Samaritáni • Falašové • Karaité                                                                                            |
| Etnické skupiny a jazyky |
| Aškenázové • Sefardové • Mizrachim Hebrejština • Jidiš • Ladino • Ge'ez • Buchori |
| Populace (vývoj) |
| Evropa • Amerika • Asie • Afrika • Austrálie |
| Náboženství |
| Bůh • Principy víry • Boží jména 613 micvot • Halacha • Noachidské zákony Mesiáš • Eschatologie |
| Židovské myšlení, filosofie a etika |
| Židovská filosofie Cdaka • Musar • Vyvolenost Chasidismus • Kabala • Haskala |
| Náboženské texty |
| Tóra • Tanach • Mišna • Talmud • Midraš Tosefta • Mišne Tora • Šulchan aruch Sidur • Machzor • Pijut • Zohar |
| Životní cyklus, tradice a zvyky |
| Obřízka • Pidjon ha-ben • Simchat bat • Bar micva Šiduch • Svatba • Ketuba • Rozvod (Get) • Pohřeb Kašrut • Židovský kalendář • Židovské svátky Talit • Tfilin • Cicit • Kipa Mezuza • Menora • Šofar • Sefer Tora |
| Významné postavy židovství |
| Abrahám • Izák • Jákob • Mojžíš Šalomoun • David • Elijáš • Áron Maimonides • Nachmanides • Raši Ba'al Šem Tov • Ga'on z Vilna • Maharal                                                                           |
| Náboženské budovy a instituce |
| Chrám • Synagoga • Ješiva • Bejt midraš Rabín • Chazan • Dajan • Ga'on Kohen (kněz) • Mašgiach • Gabaj • Šochet Mohel • Bejt din • Roš ješiva                                                                      |
| Židovská liturgie |
| Šema • Amida • Kadiš Minhag • Minjan • Nosach Šacharit • Mincha • Ma'ariv • Musaf |
| Dějiny Židů |
| starověk • středověk • novověk |
| Blízká témata |
| Antisemitismus • Gój • Holocaust • Izrael Filosemitismus • Sionismus Abrahámovská náboženství |
| z • d • e |

Midraš (hebrejsky מדרש‎, doslova „zavrtávání se“) je odvozen od slovesa דרש ve významu „hledat, bádat, zkoumat“, tedy snaha zkoumat a porozumět biblickému textu. Podle Bible se draši, tedy výkladu, věnovali již Mojžíš a Ezdráš. Midraš tak může znamenat:
1. Midraš – obecné vykládání Písma a bádání v něm, odtud bejt midraš – dosl. dům výkladu, škola zabývající se výkladem Písma.
2. Midraš jako homiletický výklad Písma.
3. Midraš – jedno ze tří tradičních učení judaismu právní povahy, kdy je z výkladu biblického textu vyvozováno určité právní nařízení – halacha – viz Ústní tóra
4. Midraš – označení literárního díla, konkrétně sbírky exegetických výkladů Písma.
  1. rozlišujeme halachické midraše – Mechilta, Sifra a Sifrej – Midraš vykládá určitý biblický text a z něj vyvozuje halachické poučky.
  2. a agadické (vyprávěcí) midraše (např. sbírka Midraš Raba, Midraš Tanchuma apod.), které se věnují výkladu biblického textu bez toho, aby se snažily vyvodit z výkladu nějaké právní ustanovení.
  3. Midraše můžeme nadále dělit na exegetické a homiletické (vykladačské a kazatelské), avšak zde často není možné mezi oběma žánry přesně rozlišit

## Původ midrašů
Naprostá většina midrašů vznikala v Izraeli; midraše, které vznikaly v Babylonii, nebyly kompilovány jako samostatné spisy, ale spíše integrovány do textu Babylónského Talmudu (např. součástí traktátu Megila je midraš Ester raba).
Původ midrašů sahá prokazatelně až do 3. stol., nejmladší midraše pochází z období vrcholného středověku. Někteří badatelé se domnívají, že nalezli midraše z doby mnohem starší, někdy jsou jako důkaz existence midrašů předkládány některé evangelijní texty z Nového Zákona, eventuálně kumránský výklad (pešer k Abakukovi), nebo dokonce targum, tj. aramejský překlad Bible, podle tradice praktikovaný již Ezdrášem a Nehemjášem a připisovaný podle autorství Onkelovi – proselytovi nebo Jonatanu ben Uzielovi. Tato tvrzení jsou ovšem z důvodu nedostatku důkazů neudržitelná.

## Halachické midraše
Jedná se o sbírky výkladů Tóry, jejichž cílem bylo vyvodit z textu halachická nařízení. Tyto midraše patří mezi nejstarší, doba jejich redakce je odhadována na 3. stol. Přesné autorství je sporné, stejně jako jejich vztah s Mišnou, která byla redigována v téže době, nebo s Talmudem.
Halachické midraše jsou následující:
- Mechilta (aramejsky מכילתא – míra, pravidlo, norma) je halachický midraš ke knize Exodus. Jsou nám známy dvě verze, Mechilta de-Rabi Jišma’el a Mechilta de-Rabi Šim’on bar Jochaj. K závěrečné redakci textu došlo pravděpodobně ve 3., respektive ve 4. století.
- Sifra (aramejsky ספרא – kniha) je halachický midraš ke knize Leviticus. Někdy je nazývána i jako Torat Kohanim תורת כהנים, Zákon kněží, protože Leviticus se týká především zákonů ohledně obětní bohoslužby. Redakce je odhadována na druhou pol. 3. století, ovšem s výhradami, že na textu Sifry tak, jako jej známe dnes, proběhla řada dalších úprav.
- Sifrej (aramejsky ספרי – knihy) je halachický midraš ke knihám Numeri a Deuteronomium. Někdy jsou tyto od sebe oddělovány a označovány jako Sifrej Numeri a Sifrej Deuteronomium. Oba midraše vznikly koncem 3. století. Mezi Sifrej bývá též řazen midraš Sifrej Zuta ספרי זוטא – dosl. malé Sifrej. Obsahuje komentář k Numeri a podle některých badatelů je starší, než všechny ostatní halachické midraše.[3]

## Agadické midraše
Tyto midraše jsou též děleny do dalších podkategorií, a to jako exegetické nebo homiletické. Jejich účelem bylo vykládat biblický text, ať už z důvodu snadnějšího porozumění nebo z důvodu vysvětlení obtížně či nelogicky znějících pasáží. Lze předpokládat, že tyto midraše jsou buďto kompiláty složenými z různých homilií (kázání), které byly přednášeny v synagogách ve starověkém Izraeli, nebo sbírkami zaznamenaných exegetických výroků. Jsou psány formou mišnické hebrejštiny, s občasnými přechody do aramejštiny a s výpůjčkami z řečtiny. Midraše se vzájemně mezi sebou doplňují, často obsahují duplicitní témata, rovněž často se tato duplicitní témata v jednotlivostech liší (tradent, jména, pořadí událostí atd.).

### Midraš Raba
Midraš Raba (מדרש רבה‎, dosl. Velký Midraš) je sbírkou exegetických a homiletických midrašů k Tóře a pěti svátečním svitkům, tedy k těm biblickým knihám, které byly předčítány veřejně v synagoze. Skládá se z následujících midrašů:
- Berešit Raba (hebrejsky בראשית רבה‎, uváděn též jako Genesis Raba) – Velký midraš ke knize Genesis. Podle tradice sepsán Rabi Ošajou kolem roku 300, toto datování je ovšem nepodložené. Pravděpodobnější se zdá možnost konečné redakce v 5. století. Podle některých názorů vznikl původně jako samostatný midraš a do sbírky Midraš Raba byl přidán později.
- Šemot Raba (hebrejsky שמות רבה‎, uváděn též jako Exodus Raba) – Velký midraš ke knize Exodus. Pravděpodobně je složen ze dvou částí, přičemž první část se doplňuje s Mechiltou, druhá, pravděpodobně starší, je tematicky blízká Midraši Tanchuma (viz níže). Datování je nejisté, poprvé zmíněn Azrielem z Gerony a Nachmanidem až v pol. 13. století.Leopold Zunz jej datje do 11. – 12. století.
- Va-Jikra Raba (hebrejsky ויקרא רבה‎, uváděn též jako Leviticus Raba) – Velký midraš ke knize Leviticus. Tento midraš má řadu společných vlastností s Berešit Raba, s tím, že Va-Jikra Raba představuje vývojově vyšší stupeň, přechod od čistě exegetického midraše k homiletickému. Vznikl pravděpodobně v 5. století v Izraeli.
- Ba-Midbar Raba (hebrejsky במדבר רבה‎, uváděn též jako Numeri Raba) – Velký midraš ke knize Numeri. Podobně jako Šemot Raba se skládá ze dvou různých částí, z nichž první je agadou (vyprávěním) prvních sedmi kapitol knihy Numeri, druhá část je homiletickým midrašem ke kapitolám 8 až 36. Konečná redakce je podle zatím posledních výzkumů datována do 12. století.
- Devarim Raba (hebrejsky דברים רבה‎, uváděn též jako Deuteronomium Raba) – Velký midraš ke knize Deuteronomium. Vznik byl pravděpodobně velmi komplikovaný, ani jeden rukopis není zcela shodný z pozdější tištěnou verzí, z důvodu mnoha dalších faktorů je nemožné datovat vznik midraše přesněji, než mezi léty 450 až 800.
- Šir ha-Širim Raba (hebrejsky שיר השירים רבה‎, uváděn jako Píseň Raba) – Velký midraš ke knize Píseň písní. Vznik datován mezi 6. až 8. století.
- Rut Raba (hebrejsky רות רבה‎, uváděn jako Rút Raba) – Velký midraš ke knize Rút. Jako „Raba“ je označován až od r. 1545, do té doby nazýván Midraš Rut. Pochází pravděpodobně z Izraele a vznikl ve 4. století.
- Ejcha Raba (hebrejsky איכה רבה‎, uváděn jako Pláč Raba) – Velký midraš ke knize Pláč Jeremjášův. Dochován ve dvou zněních, nejstarší doložitelné datování 10. až 11. století.
- Kohelet Raba (hebrejsky קהלת רבה‎, též pouze מדרש קהלת‎, uváděn jako Kazatel Raba) – Velký midraš ke knize Kazatel. Podobně jako midraš ke knize Rút je uváděn jako „Raba“ až od r. 1545, vznikl nejspíše v 8. století v Izraeli.
- Ester Raba (hebrejsky אסתר רבה‎, též pouze מדרש אסתר‎, uváděn jako Ester Raba) – Velký midraš ke knize Ester. Skládá se ze dvou částí, první pochází možná z 6. století, o druhé části existují domněnky, že vznikla až v 11. století, obě části pravděpodobně spojeny v 12. nebo 13. století.

### Midraš Tanchuma
Midraš Tanchuma (מדרש תנחומא‎), nazýván též Midraš Jelamdenu מדרש ילמדנו‎, nebo též Tanchuma Jelamdenu תנחומא ילמדנו‎. Nazván pravděpodobně podle častého úsloví „Rabi Tanchuma bar Aba začal vykládat“, podle některých zdrojů je Rabi Tanchuma považován za autora předlohy tohoto midraše; nebo podle častých úvodních slov "Jelamdenu rabenu" – Náš učitel nás učí. Jedná se o hebrejsky psaný midraš k Tóře. Existuje ve dvou vydáních, které jsou standardně označované jako Vilna (jedno z posledních vydání proběhlo ve Vilniusu r. 1831) s komentáři nazvanými Ec Josef a Anaf Josef; a vydání Buber, nazvané podle editora Salomona Bubera (dědečka Martina Bubera). Midraš vznikal pravděpodobně v 5. století, nicméně i po ustavení základní podoby následoval dlouhý vývoj.

### Jalkut Šim'oni
Jalkut Šim'oni (ילקוט שמעוני‎) je kompilací midrašů k celému Tanachu, v řadě případů je jediným zdrojem dnes již ztracených děl. Běžně bývá vydáván ve dvou svazcích, první k Tóře, druhý k prorokům a spisům. Jeho autorem je Šim'on ha-Daršan (vykladač), který žil pravděpodobně ve Frankfurtu nad Mohanem, ovšem vedou se spory ohledně doby jeho působení – datuje se od 11. až do 13. století.
Kromě tohoto Jalkutu existuje i Jalkut ha-Machiri, který je pravděpodobně dílem Machira ben Aba Mari, vznikal nejspíše ve 12. století ve Španělsku nebo jižní Francii, a tematicky navazuje na sbírku Midraš Raba.
Poslední Jalkut je Jalkut Re'uveni autora Rubena (Re'uvena) Hoszke (Jehošu'y) Kohena, pražského rabína, který zemřel r. 1637. Jalkut Re'uveni obsahuje kabalistické výklady k Tóře.
Pokud je v literatuře řečeno pouze „Jalkut“, pak se tím myslí Jalkut Šim'oni. Jalkuty jakožto sbírky a kompilace od autorů, kteří měli k dispozici velké množství rukopisných verzí různých děl a midrašů, jsou dílem neocenitelné hodnoty především pro vědecko-kritickou badatelskou činnost.

### Pesikta de-Rav Kahana
- פסיקתא דרב כהנא

### Pirkej de-Rabi Eli'ezer
- פרקי דרבי אליעזר

### Midraš Tehilim
Žalmy, jakožto velmi populární látka užívaná v midraších, získaly vlastní velkou midrašickou sbírku Midraš Tehilim (מדרש תהילים‎), která vznikala v průběhu několika staletí, valná část nejspíše během talmudického období v Izraeli. I tato sbírka se skládá ze dvou původně nezávislých částí, přičemž druhá se nezachovala v rukopise, a je de facto převzatá z Jalkutu.

### Midraš Mišlej
Midraš Mišlej (מדרש משלי‎) je samostatný midraš ke knize Přísloví, část tohoto midraše se nejspíše ztratila. Není možné ani s jistotou říci, zda vznikl v Izraeli nebo Babylónii, ani v jakém období – odhady se pohybují od 7. do 9. století – pro pozdější odhad hovoří tvrzení, že autor midraše (nebo jeho části) vede spor s karaity. Midraš byl pravděpodobně znám již v gaonském období a určitě v 11. století.